# Rapid Holding

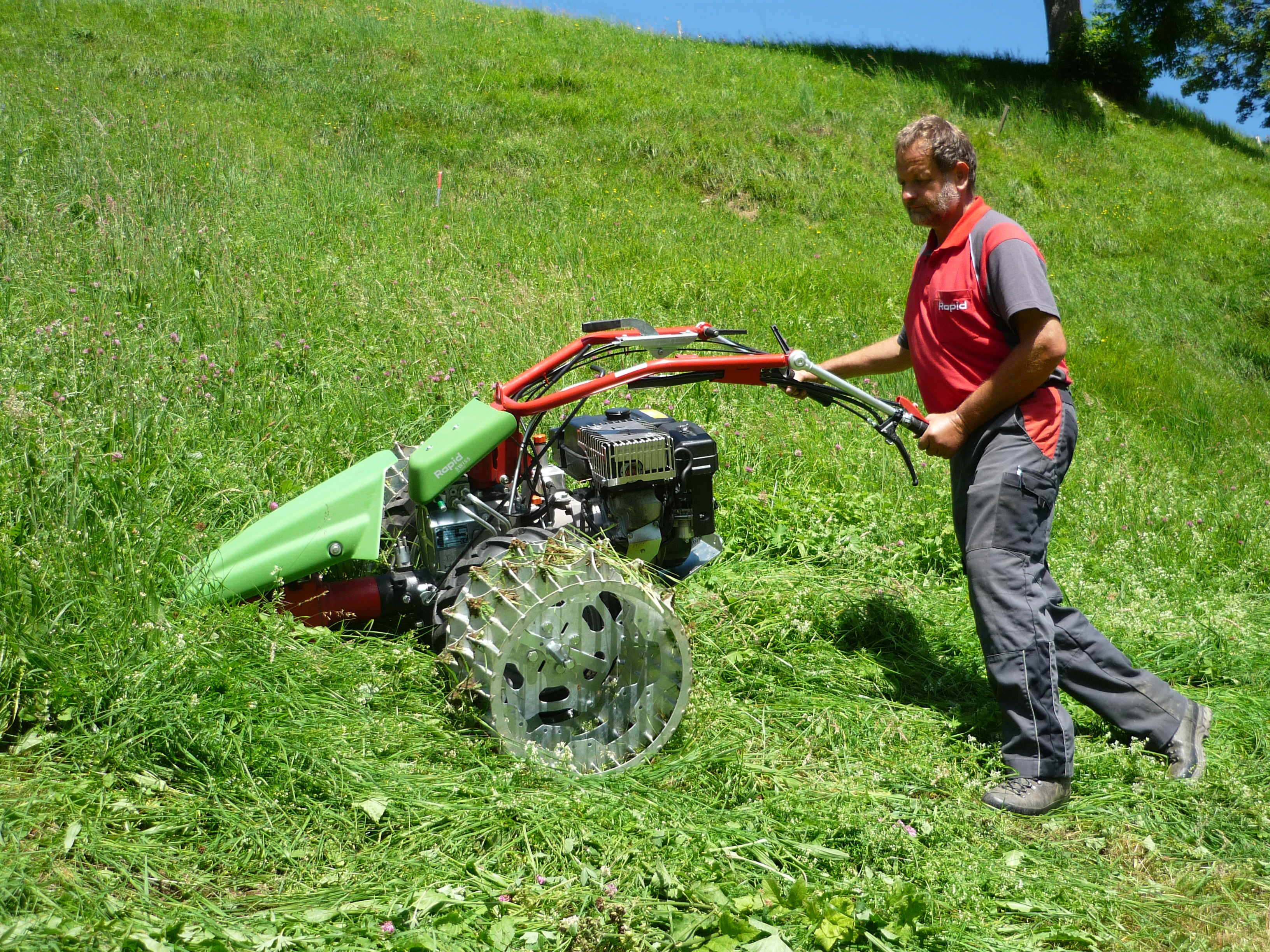
Rapid SWISS

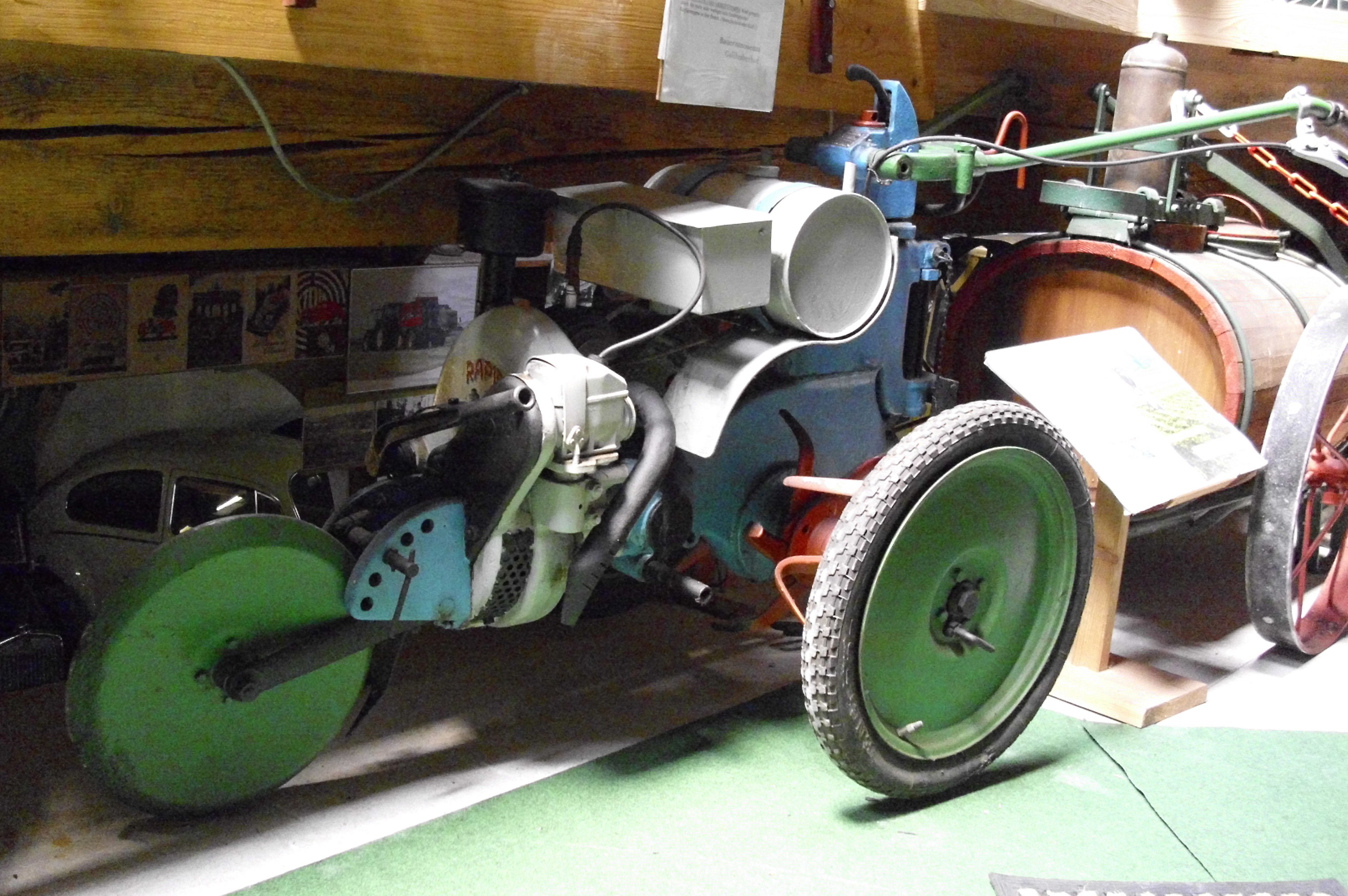
Motordrehhacke von 1939

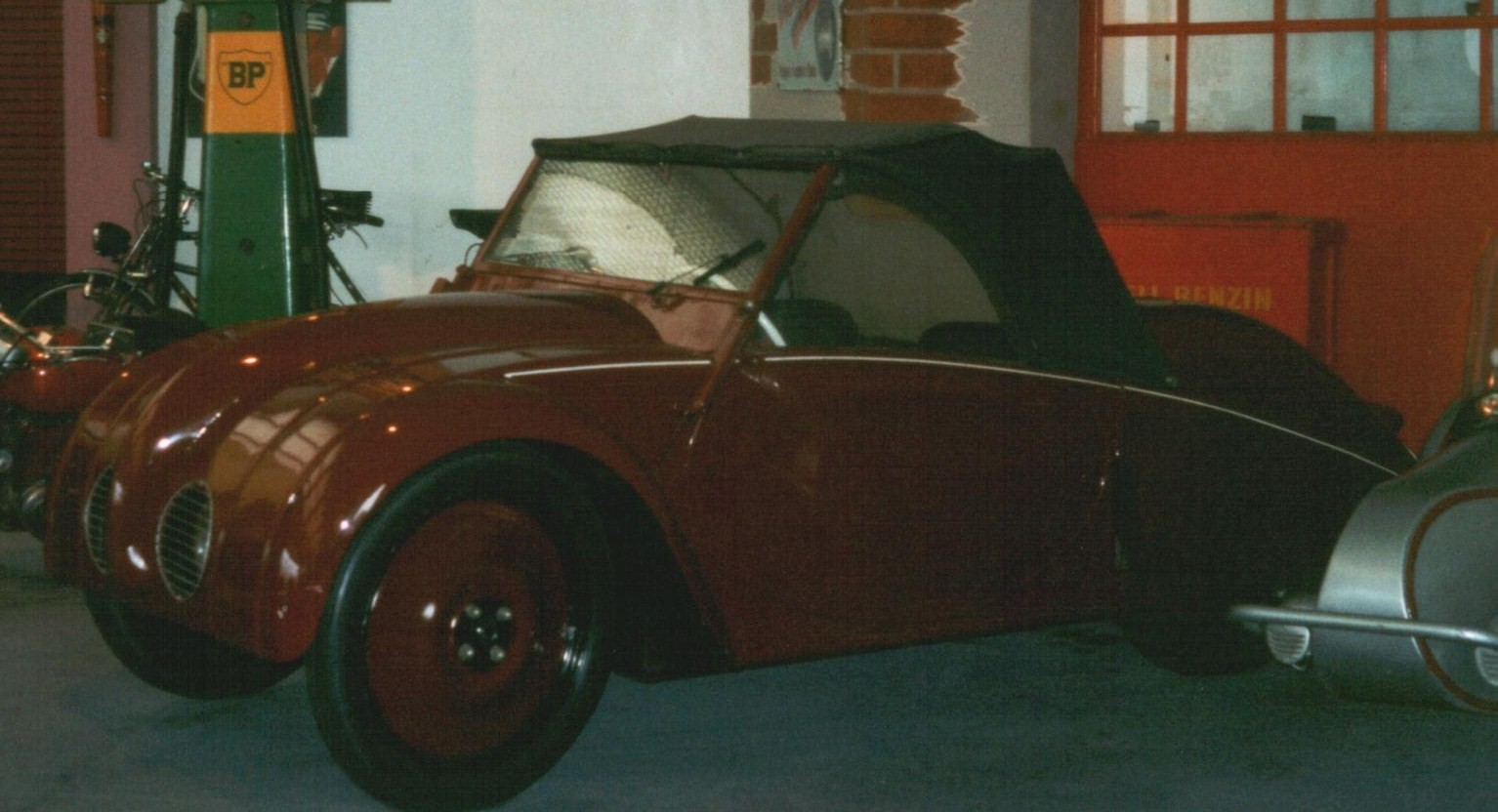
Rapid Kleinstwagen

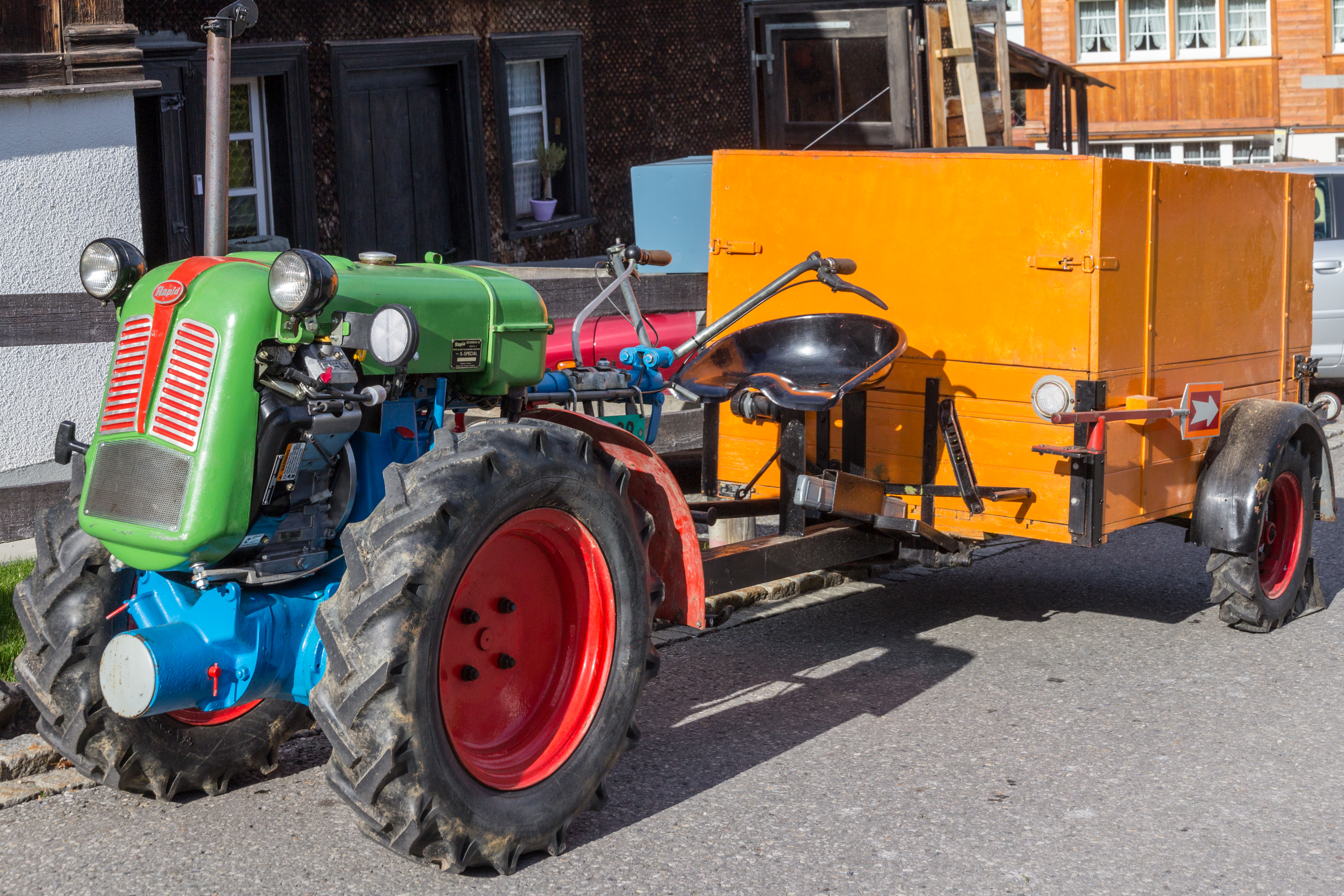
Rapid S-Spezial

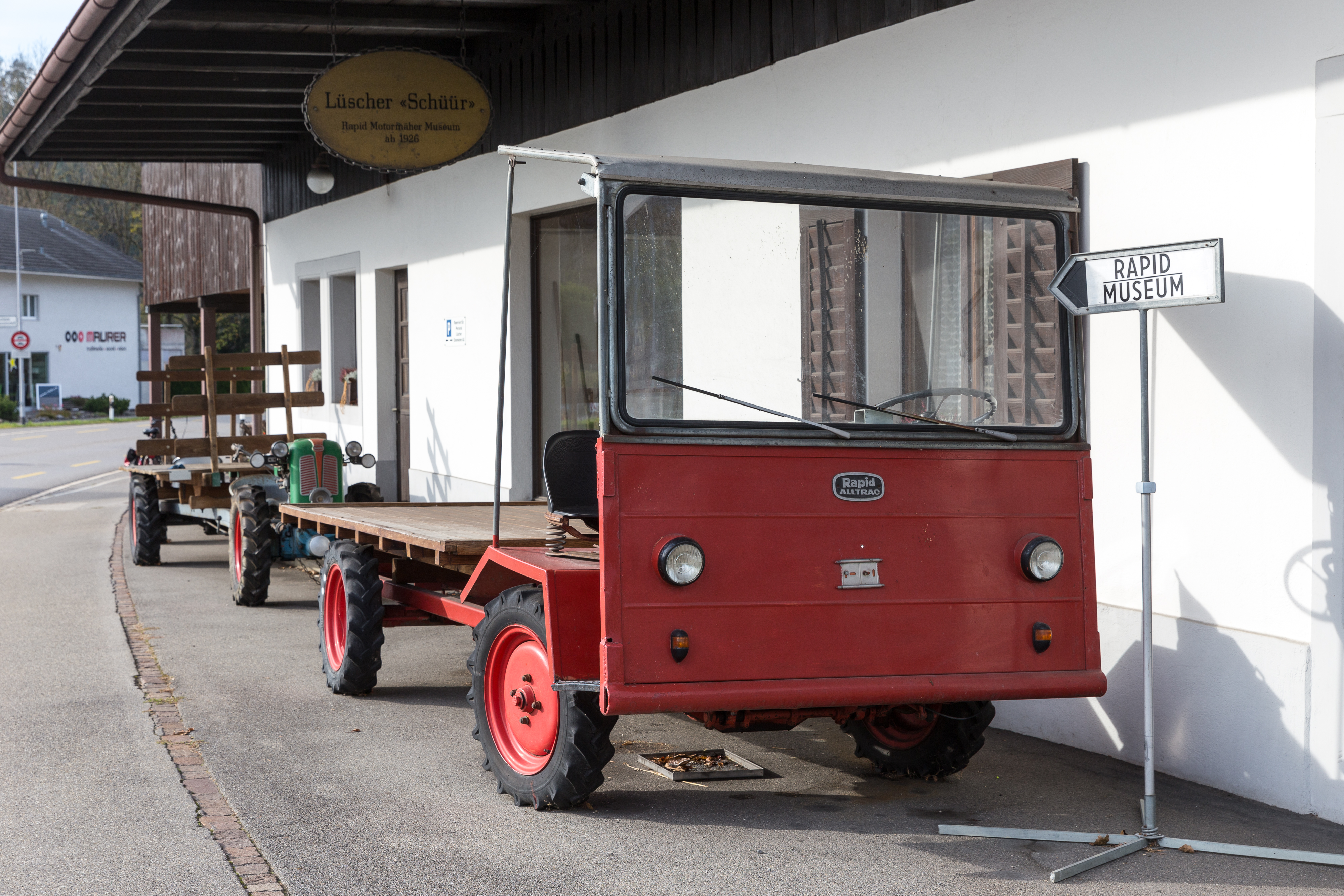
Rapid Alltrac & Lüscher Schüüer, Rapid Motormäher Museum in Schöftland/AG

Die Rapid Holding AG mit Sitz in Dietikon ist ein in der Maschinenindustrie und im Immobilienbereich tätiges Schweizer Unternehmen. Die aus drei Tochtergesellschaften bestehende Unternehmensgruppe beschäftigt 130 Mitarbeiter. Die Aktien der Rapid Holding AG werden ausserbörslich gehandelt.

## Tätigkeitsgebiet
Die Unternehmensgruppe ist in die zwei Geschäftsbereiche Industrie und Immobilien gegliedert.
Der Geschäftsbereich Industrie umfasst die Produktion und den Vertrieb von Rapid Einachsgeräten, den Import und Handel mit Spezialfahrzeugen für die Kommunaltechnik sowie die Kundenfertigung für die Maschinenindustrie. Der Geschäftsbereich Immobilien besteht aus drei Immobiliengesellschaften mit Liegenschaften in Dietikon, Killwangen, Fällanden, Urdorf und Bösingen.

## Geschichte
Das Unternehmen wurde 1926 in Zürich durch Karl Welter und Arnold Rutishauser unter dem Namen Rapid Motormäher AG gegründet und brachte den ersten serienmässig hergestellten motorgetriebenen Balkenmäher auf den Markt.
Von 1946 bis 1947 stellte Rapid eine Kleinserie von 36 Kleinstwagen des „Schweizer Volkswagens“ her. Eines davon ist heute im Verkehrshaus in Luzern ausgestellt. 1947 verschob das Unternehmen die Fabrikation in die neu erbaute Fabrik in Dietikon.
1950 baute Rapid den Einachstraktor Typ „S“. Der Rapid „Spezial“ war eine Maschine, mit der nicht nur gemäht werden konnte, sondern auch in Kombination mit einem über die Zapfwelle angetriebenen Anhänger als Transportgerät in der Landwirtschaft eingesetzt wurde. Der „Spezial“ kombiniert mit unterschiedlichsten Anbaugeräten war eines der ersten multifunktionalen Geräte und wurde von 1950 bis 1978 gebaut. Ein weiterer Typ war der Motormäher Rapid 505, der über 30.000 Mal produziert wurde.
Mit dem Bau einer ersten Serie von 1000 Rasenmähern begann Rapid 1960 eine eigene Rasenmäherproduktion. 1961 bezog Rapid ein neues Verwaltungsgebäude und verlegte damit auch seinen Firmensitz nach Dietikon.
1964 baute Rapid den ersten Selbstfahrladewagen und leitete damit eine 30-jährige Entwicklungsgeschichte von Zweiachstransportern ein. 1972 entwickelte Rapid einen Mähtraktor, der auf einem Einachser basierte und der einen Fortschritt in der Rationalisierung der Heuernte an bis zu 65 % geneigten Hängen  brachte.
1973 wurden die Traktorenwerke Bührer übernommen.
Die Produktion von Mähtraktoren wurde 1992 eingestellt. Die Transporterproduktion wurde schon früher aufgegeben, ab Mitte der 1980er Jahre wurden Transporter von Lindner zugekauft und in der Schweiz als Rapid Alltrac 2000 bzw. 3000 verkauft.
2003 zog sich die Rapid Gruppe aus dem Handel von Landwirtschaftsgeräten zurück. Der verbliebene Industriebereich wurde daraufhin in die Rapid Technic AG gruppiert während die firmeneigenen Immobilien in Immobilien-Tochtergesellschaften eingebracht wurden.
Die Rapid Technic AG konzentrierte sich fortan auf die Herstellung von Einachsgeräteträgern mit hydrostatischen Getrieben sowie Anbaugeräten. Stand 2018 können damit Hanglagen von bis zu 50 Grad Neigung bearbeitet werden, der entsprechende Wert lag 20 Jahre zuvor noch bei 35 Grad.
Für den Schweizer Markt werden Kommunalträgerfahrzeuge importiert und über den Fachhandel vertrieben. Parallel dazu wurde für externe Kunden die Fertigung von rührreibgeschweissten Teilen und die Bearbeitung komplexer Gussteile ausgebaut.
2019 wurde die deutsche KommTek GmbH mit Sitz in Osterburken übernommen. Zum 1. Juli desselben Jahres erwarb Rapid eine Mehrheitsbeteiligung an der Brielmaier Motormäher GmbH.